# Journal Square-33rd Street (PATH Route)
De Journal Square-33rd Street is een treindienst die wordt uitgevoerd door PATH. Hij staat blauw aangegeven op de kaarten en op de treinen. De treindienst voert van Journal Square naar 33rd Street in Midtown Manhattan. Deze dienst wordt uitgevoerd van maandag tot en met vrijdag van 6:00 tot 23:00 uur. In het weekend wordt hij vervangen door de dienst JSQ-33 (Via HOB).

## Lijst van stations
| Station            | Wanneer          | Overstapmogelijkheden | Toegankelijk |
| ------------------ | ---------------- | --------------------- | ------------ |
| New Jersey         |                  |                       |              |
| Journal Square     | Ma-Vr 6:00-23:00 | NWK-WTC               |              |
| Grove Street       | Ma-Vr 6:00-23:00 | NWK-WTC               |              |
| Pavonia/Newport    | Ma-Vr 6:00-23:00 | HOB-WTC               |              |
| Manhattan          |                  |                       |              |
| Christopher Street | Ma-Vr 6:00-23:00 | HOB-33                |              |
| 9th Street         | Ma-Vr 6:00-23:00 | HOB-33                |              |
| 14th Street        | Ma-Vr 6:00-23:00 | HOB-33                |              |
| 23rd Street        | Ma-Vr 6:00-23:00 | HOB-33                |              |
| 33rd Street        | Ma-Vr 6:00-23:00 | HOB-33                |              |

## Dienstuitvoering
| Traject                      | Treinopvolging | Treinopvolging  | Treinopvolging  |
| Traject                      | Spits          | Overdag (ma-vr) | Avonden (ma-vr) |
| ---------------------------- | -------------- | --------------- | --------------- |
| Journal Square ↔ 33rd Street | 4-5 minuten    | 10 minuten      | 15 minuten      |